# Arctia latefasiciata
Arctia latefasiciata là một loài bướm đêm thuộc phân họ Arctiinae, họ Erebidae.